# Campeonato Mundial de Tiro de 1947
El XXXIII Campeonato Mundial de Tiro se celebró en Estocolmo (Suecia) en 1947 bajo la organización de la Federación Internacional de Tiro Deportivo (ISSF) y la Federación Sueca de Tiro Deportivo.

## Resultados

### Masculino
| Evento                                     | Oro                                              | Plata                               | Bronce                                             |
| ------------------------------------------ | ------------------------------------------------ | ----------------------------------- | -------------------------------------------------- |
| Rifle 3 posiciones 300 m                   | Pauli Janhonen · Finlandia · 1116 pts.           | Robert Bürchler · Suiza · 1116 pts. | Otto Horber · Suiza · 1111 pts.                    |
| Rifle 3 posiciones 300 m (equipos)         | Suiza · 5500                                     | Finlandia · 5489                    | Suecia · 5463                                      |
| Rifle en pos. tendida 300 m                | Robert Bürchler · Suiza · 392                    | Kurt Johansson · Suecia · 388       | Otto Horber · Suiza · 388                          |
| Rifle en pos. de rodillas 300 m            | Walther Fröstell · Suecia · 375                  | Kurt Johansson · Suecia · 375       | Pauli Janhonen · Finlandia · 374                   |
| Rifle en pos. de pie 300 m                 | Pablo Cagnasso Argentina 363                     | Olavi Elo · Finlandia · 357         | Pauli Janhonen · Finlandia · 356                   |
| Rifle estándar 300 m                       | Kurt Johansson · Suecia · 527                    | Walther Fröstell · Suecia · 527     | Otto Horber · Suiza · 524                          |
| Rifle estándar 300 m (equipos)             | Suecia · 2580                                    | Suiza · 2576                        | Argentina 2520                                     |
| Rifle militar 300 m                        | Otto Horber · Suiza · 216                        | Karl Zimmermann · Suiza · 215       | Lennart Eriksson · Suecia · 215                    |
| Rifle militar 300 m (equipos)              | Suiza · 845                                      | Suecia · 816                        | Noruega · 797                                      |
| Rifle en pos. tendida 50 m                 | Willy Røgeberg · Noruega · 399                   | Jonas Jonsson · Suecia · 398        | Kurt Johansson · Suecia · 398                      |
| Rifle en pos. tendida 50 m (equipos)       | Suecia · 1981                                    | Finlandia · 1974                    | Noruega · 1966                                     |
| Rifle en pos. de rodillas 50 m             | Johan Hunæs · Noruega · 388                      | Otto Horber · Suiza · 388           | Tore Skredegård · Noruega · 387                    |
| Rifle en pos. de rodillas 50 m (equipos)   | Suiza · 1920                                     | Noruega · 1918                      | Suecia · 1909                                      |
| Rifle en pos. de pie 50 m                  | Holger Erben · Suecia · 377                      | Mauritz Amundsen · Noruega · 373    | Erling Kongshaug · Noruega · 371                   |
| Rifle en pos. de pie 50 m (equipos)        | Noruega · 1847                                   | Suecia · 1838                       | Finlandia · 1833                                   |
| Rifle en pos. tendida 50 y 100 m           | Odd Sannes · Noruega · 592                       | Erland Koch · Suecia · 591          | Onni Hynninen · Finlandia · 590                    |
| Rifle en pos. tendida 50 y 100 m (equipos) | Suecia · 2346                                    | Noruega · 2345                      | Reino Unido 2333                                   |
| Pistola 50 m                               | Torsten Ullman · Suecia · 545                    | Óscar Bidegain Argentina 539        | Karl-Axel Wallen · Suecia · 536                    |
| Pistola 50 m (equipos)                     | Argentina 2666                                   | Suecia · 2653                       | Suiza · 2631                                       |
| Pistola rápida de fuego 25 m               | Carlos Enrique Díaz Sáenz Valiente Argentina 570 | Konstantin Mylonas Grecia 558       | Sven Lundqvist · Suecia · 558                      |
| Pistola rápida de fuego 25 m (equipos)     | Italia · 2190                                    | Finlandia · 2161                    | Grecia 2119                                        |
| Pistola de fuego 25 m                      | Torsten Ullman · Suecia · 1048                   | Mauri Kuokka · Finlandia · 1041     | N. J. Rodeheffer Estados Unidos 1041               |
| Pistola de fuego 25 m (equipos)            | Finlandia · 4079                                 | Suecia · 4027                       | Reino Unido 3928                                   |
| Ciervo móvil 100 m –tiro simple–           | Per Olof Sköldberg · Suecia · 203                | Yrjö Miettinen · Finlandia · 199    | Thorleif Kockgård · Suecia · 198                   |
| Ciervo móvil 100 m –tiro doble–            | Hans Åsnes · Noruega · 197                       | Hans Liljedahl · Suecia · 196       | Thorleif Kockgård · Suecia · 194                   |
| Foso                                       | Hans Liljedahl · Suecia · 285                    | Klas Kleberg · Suecia · 276         | Seifullah Ghaleb Egipto 276                        |
| Foso (equipos)                             | Suecia · 737                                     | Egipto 713                          | Finlandia · 681                                    |
| Skeet                                      | G. Kjellin · Suecia · 95                         | Carl Palmstierna · Suecia · 94      | E. W. Norman · Suecia · K. Scheel · Finlandia · 93 |

## Medallero
| Núm. | País           | Oro | Plata | Bronce | Total |
| ---- | -------------- | --- | ----- | ------ | ----- |
| 1    | Suecia         | 12  | 12    | 9      | 33    |
| 2    | Suiza          | 5   | 4     | 4      | 13    |
| 3    | Noruega        | 5   | 3     | 4      | 13    |
| 4    | Argentina      | 3   | 1     | 1      | 5     |
| 5    | Finlandia      | 2   | 6     | 6      | 14    |
| 6    | Italia         | 1   | 0     | 0      | 1     |
| 7    | Egipto         | 0   | 1     | 1      | 2     |
|      | Grecia         | 0   | 1     | 1      | 2     |
| 9    | Reino Unido    | 0   | 0     | 2      | 2     |
| 10   | Estados Unidos | 0   | 0     | 1      | 1     |
|      | TOTAL          | 28  | 28    | 29     | 85    |